# Dender

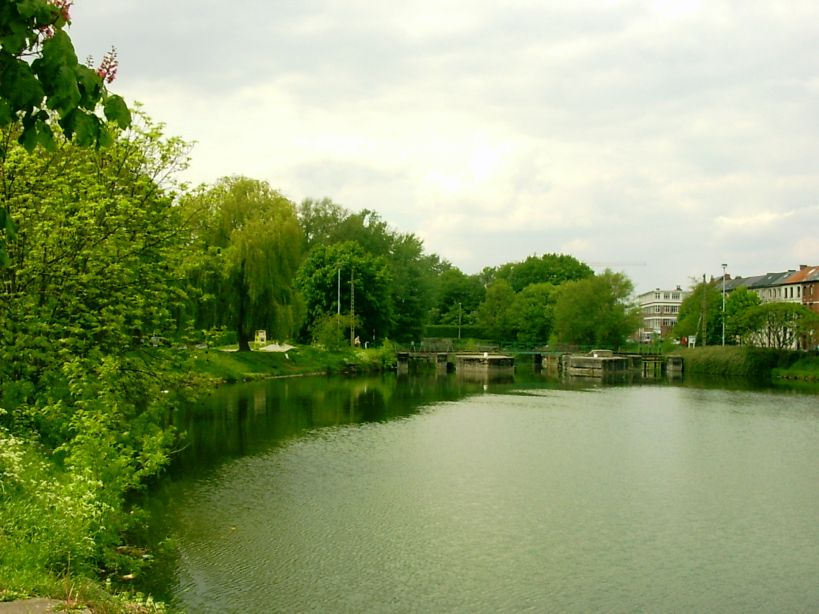
A folyó Dendermonde környékén

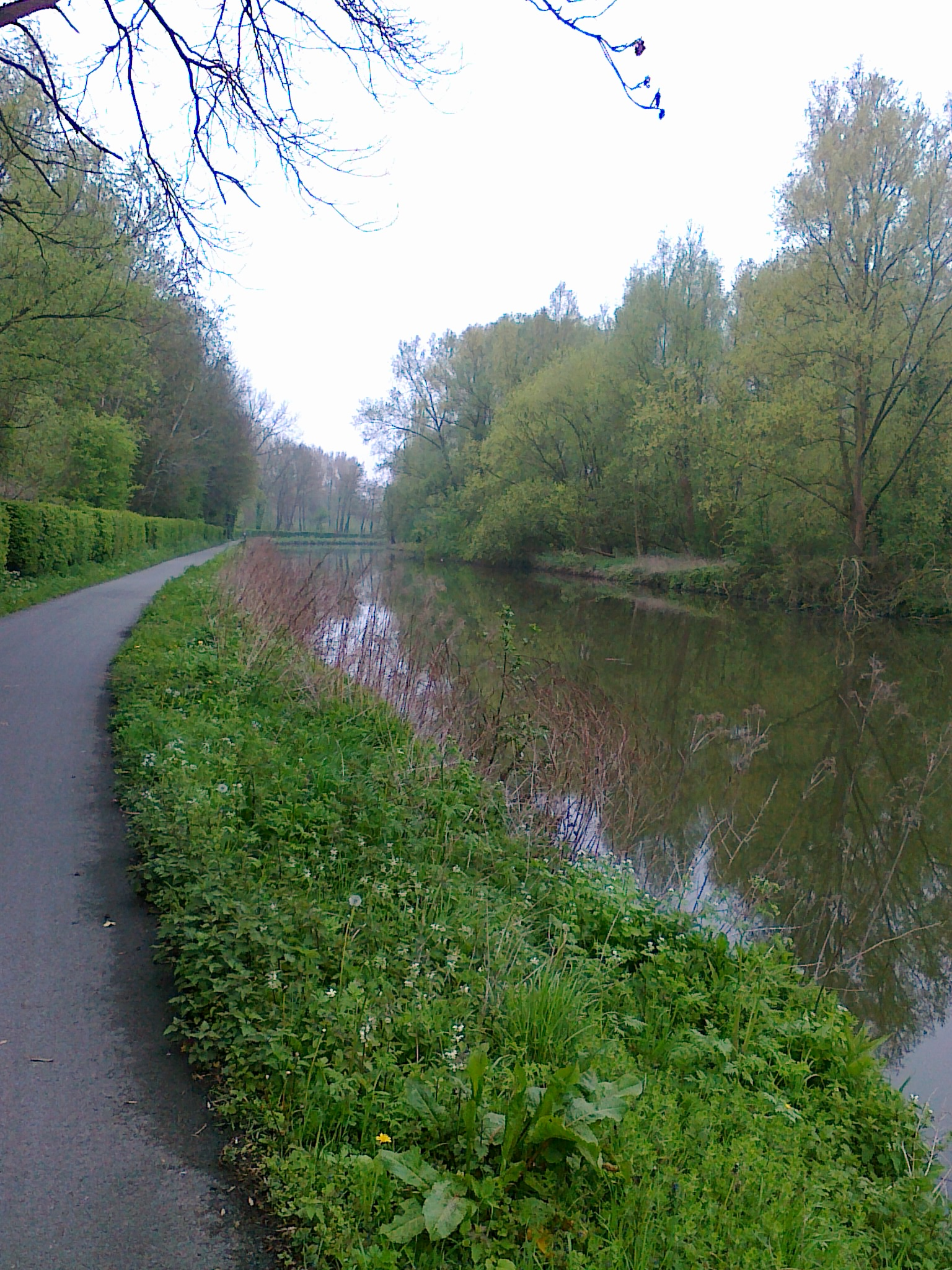
Dender (Aalst)

A Dender folyó (holland, franciául: Dendre, vallonul: Tinre) belga folyó, amely a Hainaut tartományban található Ath (hollandul Aat) település közelében ered és a Kelet-Flandria tartományban található Dendermonde városához közel torkollik a Schelde folyóba.
Hossza mintegy 65 km, és a tengerszint felett 65 méteres magasságban ered. Ath közelében találkozik a Keleti-Dender (Oostelijke Dender), amelynek forrása Masnuy-Saint-Jean és Masnuy-Saint-Pierre települések között található, illetve a Nyugati- vagy Kis-Dender (Westelijke, Kleine Dender), amely Barry település közelében ered.
A folyó szabályozása és a csatornarendszer kiépítése után 300 tonnás teherhajók számára is hajózható, de leginkább csak rekreációs célból veszik igénybe. A nyári hónapokban a kirándulóhajók és a lakóbárkák, a Blaton-Aat-csatorna és a  Nimy-Blaton-Péronnes-csatorna igénybevételével akár Tournai vagy Mons városáig is elhajózhatnak. A Denderen hajózva a következő nagyobb városokat lehet elérni: Geraardsbergen, Ninove, Aalst és Dendermonde.
A Dender, bár az Északi-tengerbe ömlő Schelde folyóba torkollik, nincs kitéve az árapállyal együtt járó vízszint-ingadozásnak, hiszen a Scheldétől csatornák és zsilipek hálózata választja el, ezért a folyó vízszintje meglehetősen állandó. A folyót régebben érintő környezetvédelmi problémákat mára kezdik felszámolni, amit az is elősegít, hogy számos, korábban a folyó vizét használó és azt szennyező vállalkozás megszűnt.
A Dender vízgyűjtő területén a következő fontosabb vízfolyások találhatók:
- A Mark folyó amelynek mintegy 180 km²-es vízgyűjtő területe van Geraardsbergen környékén.
- A Molenbeek folyó Zandbergen környékén éri el a Dendert, vízgyűjtő területe kb. 55 km².
- A Bellebeek vagy régi nevén Alfene, vízgyűjtő területe kb. 100 km², Teralfene területén éri el a Dendert
- A Molenbeek-Ter Erpenbeek Hofstade mellett területén éri el a Dendert.

A Dender gazdasági fontosságát a jövőben megnövelheti, hogy Belgiumban is egyre inkább folyik a vita a közúti teherforgalom csökkentéséről, illetve a vasúti és folyami teherszállítás fejlesztéséről. Amíg ezek a tervek valóra válnak, a Dender elsősorban kedvelt kirándulócélpont, amit a folyó mentén futó kerékpárúthálózat, a "Het Denderpad" is elősegít.